# Бизье, Элен-Андре
Элен-Андре Бизье (фр. Hélène-Andrée Bizier) — квебекская писательница и историк, член жюри Совета искусств Канады.
Интересуется главным образом историей Квебека, Монреаля, а также кулинарией Новой Франции. Посвятила себя популяризации истории Французской Канады. В соавторстве с Жаком Лакурсьером выпустила журнал в 144 томах «Наши корни» (фр. Nos racines), каждый выпуск которого, в хронологическом порядке, был посвящён определённым эпизодам истории франкоязычной Канады вплоть до наших дней. В настоящее время весь выпуск журнала и многие другие исторические материалы размещены на одноимённом сайте.
Публиковалась в соавторстве с Жаком Лакурсьером и Робером-Лионелем Сегеном в издательствах Art global и fr:Québec-Amérique. Также вела передачу «История в одном лице» (L’histoire à la une) вместе с Клодом Шарроном.
В 1995 г. номинировалась на премию генерал-губернатора Канады за эссе «Чёрное и красное». В 2006 г. получила Канадскую премию кулинарной книги (Canadian Culinary Book Awards) Гуэльфского университета за свой труд «Повседневное меню Новой Франции» (Le Menu quotidien en Nouvelle-France).

## Труды
- Crimes et châtiments, la petite histoire du crime au Québec (2 vol.), Libre Expression, 1982
- Nos racines, l’histoire vivante des Québécois, 1983
- L’Université de Montréal : la quête du savoir, 1993
- Fleur de lys : d’hier à aujourd’hui, 1997
- Le Menu quotidien en Nouvelle-France, 2004
- Édouard Lacroix : le destin exceptionnel d’un industriel beauceron démocrate, 2004
- Une histoire du Québec en photos, 2006
- Une histoire des hommes québécois en photos, 2008